# Рокестерон
Рокестеро́н (фр. Roquesteron, итал. Roccasterone) — коммуна на юго-востоке Франции в регионе Прованс — Альпы — Лазурный берег, департамент Приморские Альпы, округ Ницца, кантон Ванс. До марта 2015 года коммуна являлась административным центром одноимённого упразднённого кантона (округ Ницца).
Площадь коммуны — 6,47 км², население — 500 человек (2006) с тенденцией к росту: 559 человек (2012), плотность населения — 86,4 чел/км².

## Географическое положение
Коммуна географически расположена в Альпийском регионе. На севере от неё находится коммуна Кюэбри, на востоке — коммуна Пьерфе, на юго-востоке — коммуна Консегюд, на юго-западе — коммуна Рокестерон-Грас, на западе- коммуна Сигаль. Коммуны Рокстерон и Рокестерон-Грас разделяет река Экстерон.

## Население
Население коммуны в 2011 году составляло 555 человек, а в 2012 году — 559 человек.
| 1962 | 1968 | 1975 | 1982 | 1990 | 1999 | 2004 | 2006 | 2009 | 2011 | 2012 |
| ---- | ---- | ---- | ---- | ---- | ---- | ---- | ---- | ---- | ---- | ---- |
| 221  | 422  | 404  | 428  | 509  | 478  | 506  | 500  | 558  | 555  | 559  |

Динамика численности населения:

## Экономика
В 2010 году из 335 человек трудоспособного возраста (от 15 до 64 лет) 220 были экономически активными, 115 — неактивными (показатель активности 65,7 %, в 1999 году — 62,0 %). Из 220 активных трудоспособных жителей работали 186 человек (106 мужчин и 80 женщин), 34 числились безработными (14 мужчин и 20 женщин). Среди 115 трудоспособных неактивных граждан 30 были учениками либо студентами, 42 — пенсионерами, а ещё 43 — были неактивны в силу других причин.
На протяжении 2010 года в коммуне числилось 208 облагаемых налогом домохозяйств, в которых проживало 476,0 человек. При этом медиана доходов составила 15 тысяч 213 евро на одного налогоплательщика.

## Достопримечательности (фотогалерея)
- Церковь святого Эригия (XVIII столетие)